# Cojoc
Cojocul este un tip de haină de iarnă tradițională românească. Este produs dintr-o piele de oaie, cu lâna îndreptată spre interior, și de multe ori decorat cu broderii pe exterior. 
Este o haină țărănească de iarnă, lungă, făcută din piele de oaie cu mițele înăuntru și și numită (după zone): dulamă, ghebe, ipingea, șubă, suman, zeghe.
Este menționat și în legenda Babei Dochia.

## Expresii și semnificații
A găsi ac de cojocul cuiva  = A găsi modalitatea de a îndrepta pe cineva /  A se răzbuna pe cineva.
A-și întoarce cojocul pe cealaltă parte (sau pe dos) = A-și schimba atitudinea, părerile pe neașteptate.
A nu căuta de ce e cojocul cuiva = A-i trata egal pe toți. 
Iarnă cu șapte cojoace = Iarnă foarte grea.
A scutura (cuiva) cojocul = A-l bate.
A-și teme cojocul = a fi (prea) precaut, a evita cu prudență riscurile. 